# Dziura nad Potokiem
Dziura nad Potokiem (za Potokiem, przy Potoku) – jaskinia w Wyżniej Bramie Chochołowskiej w Dolinie Chochołowskiej w Tatrach Zachodnich. Wejście do niej znajduje się kilkaset metrów poniżej dawnego schroniska Blaszyńskich na poziomie Chochołowskiego Potoku, na wysokości około 1015 metrów n.p.m. Jaskinia jest pozioma, a jej długość wynosi 150 metrów.

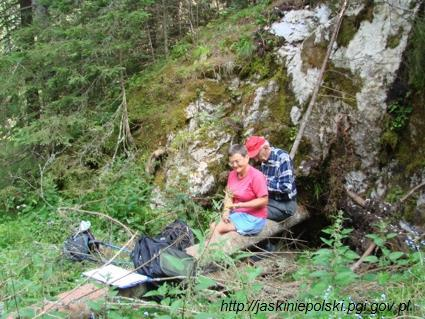
Otwór jaskini

## Opis jaskini
Z otworu wejściowego schodzi przez próg do dużej sali (15 metrów długości i 2 metry wysokości). Stąd 20-metrowym Długim Korytarzem (po 5 metrach mija się poprzeczną szczelinę tworzącą ciąg z jeziorkiem) idzie się do rozgałęzienia, skąd odchodzi parę korytarzyków. Jeden z nich prowadzi do syfonu piaszczystego i zacisku. Dalej korytarz skręca w lewo i można nim dojść z powrotem do sali przy otworze.

## Przyroda
Jaskinia jest położona bezpośrednio pod powierzchnią terenu. Występuje w niej jedno stałe jeziorko. Okresowo jest zalewana.
Była jaskinią przepływową, ale po powodzi w 1948 roku Potok Chochołowski przerzucił się na drugą stronę doliny.

## Historia odkryć
Jaskinia została odkryta w 1933 roku.
Tadeusz i Stefan Zwolińscy oraz Jerzy Zahorski w czerwcu 1933 roku rozkopali otwór i zbadali częściowo jaskinię.
W latach 1972–1973 odkryto pozostałe korytarze.